# 赛特市镇
赛特市镇（瑞典語：Säters kommun）是瑞典中部达拉纳省的一个市镇。其治所位于赛特。